# Lilium fargesii
Lilium fargesii är en liljeväxtart som beskrevs av Adrien René Franchet. Lilium fargesii ingår i släktet liljor, och familjen liljeväxter. Inga underarter finns listade.

## Bildgalleri

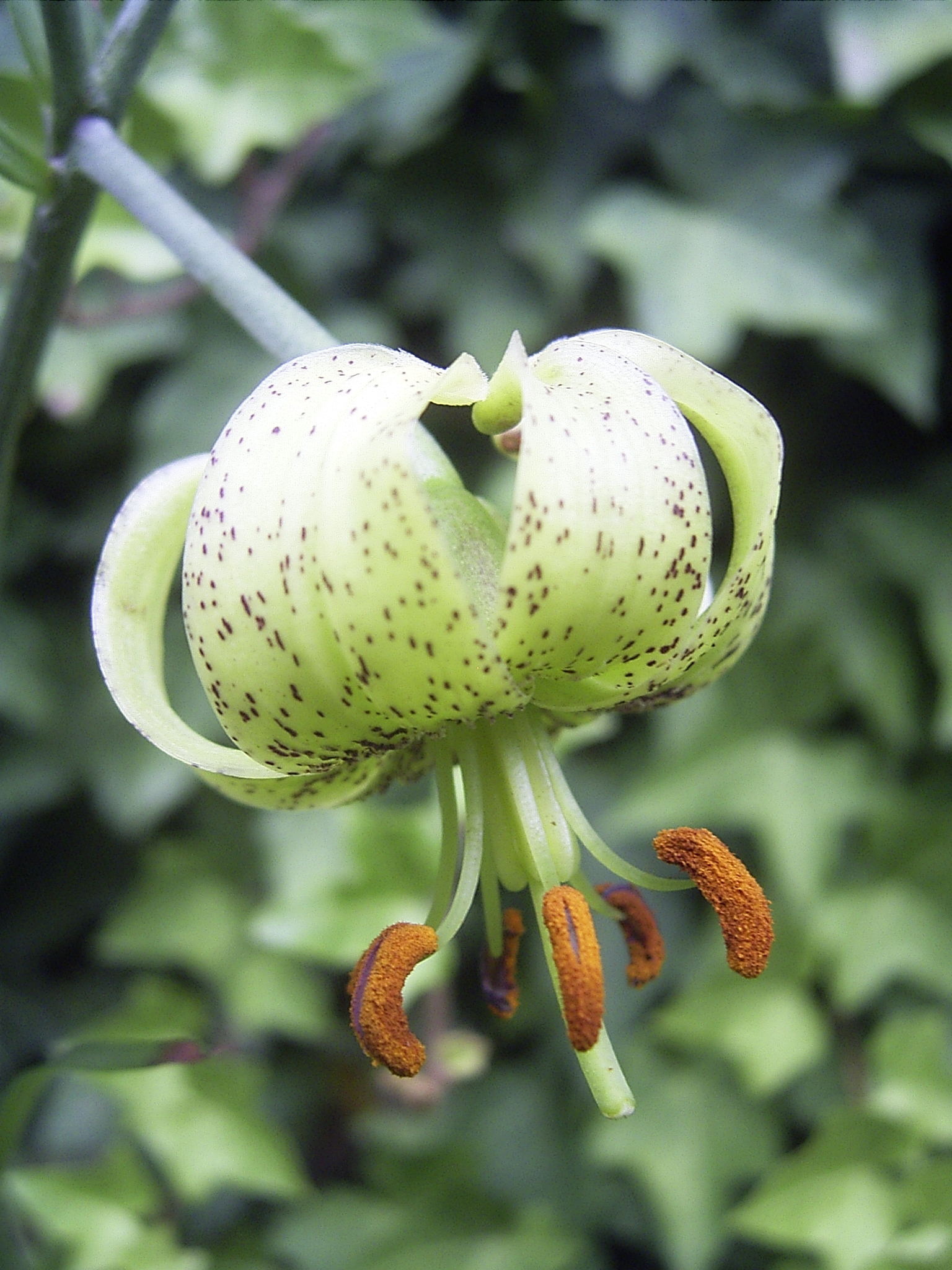
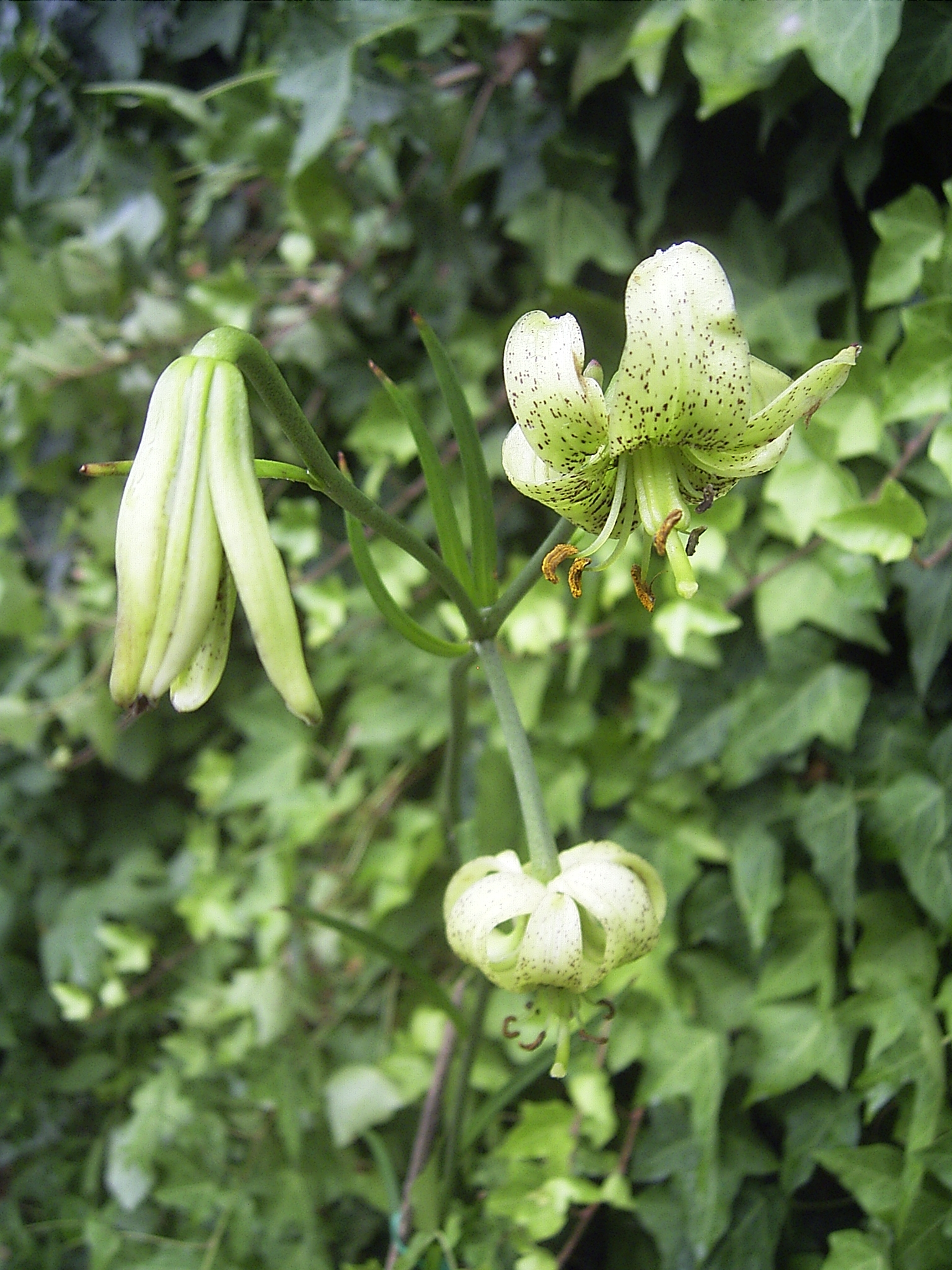
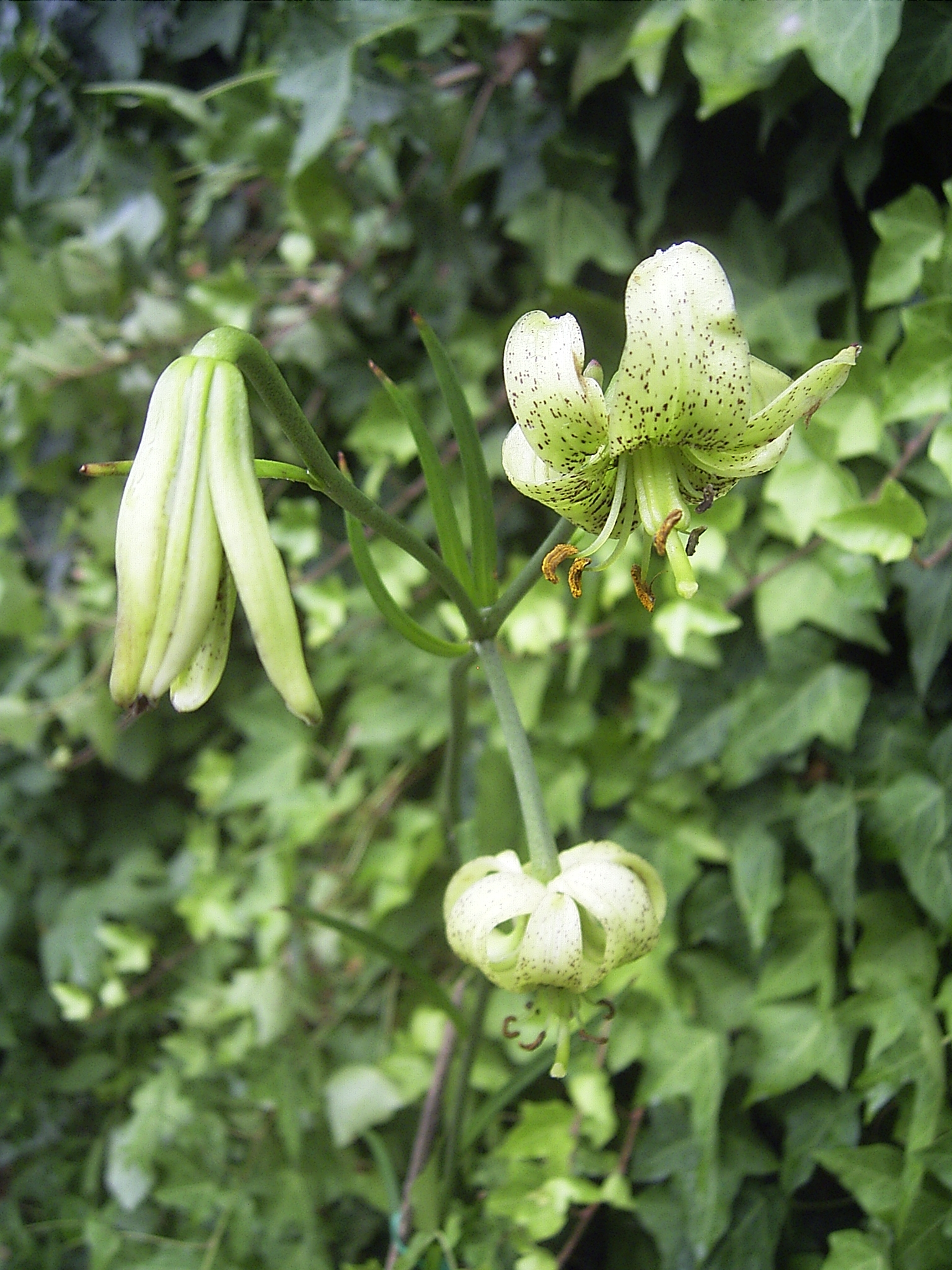